# Сімон Рольфес
Сімо́н Ро́льфес (нім. Simon Rolfes, нар. 21 січня 1982, Іббенбюрен) — німецький футболіст, опорний півзахисник, відомий виступами за збірну Німеччини та клуб «Баєр 04».

## Клубна кар'єра
У дорослому футболі дебютував 2000 року виступами за другу команду бременського «Вердера», в якій провів три сезони, взявши участь у 74 матчах розіграшів регіональної ліги.
2003 року провів деякий час в оренді в клубі другої Бундесліги «Ройтлінген». Того ж року повернувся до «Вердера», однак до його основної команди пробитися не зміг і знову виступав за команду дублерів.
2004 року залишив Бремен і перебрався до Аахена, де уклав контракт з місцевою «Алеманією», що змагалася у другій Бундеслізі. Відіграв за аахенський клуб наступний сезон своєї ігрової кар'єри, постійно маючи місце в основному складі команди.
Своїми виступами за «Алеманію» зацікавив представників леверкузенського «Баєра», до складу якого приєднався 2005 року. В Леверкузені нарешті дебютував в матчах елітного дивізону німецького чемпіонату, відразу ж став гравцем основного складу команди. 

## Виступи за збірні
2002 року  залучався до складу молодіжної збірної Німеччини. На молодіжному рівні зіграв в одному офіційному матчі.
2007 року дебютував в офіційних іграх у складі національної збірної Німеччини. Наразі провів у формі головної команди країни 26 матчів, забивши 2 голи. У складі збірної був учасником чемпіонату Європи 2008 року в Австрії та Швейцарії, де разом з командою здобув «срібло».

## Титули і досягнення
- Володар Кубка Німеччини (1):

«Вердер»: 2003-04
- Чемпіон Німеччини (1):

«Вердер»: 2003-04
Збірні
- Віце-чемпіон Європи: 2008